# Martina Zamboni
Martina Zamboni (26 agosto 1996) è una calciatrice italiana, di ruolo centrocampista.

## Carriera
Martina Zamboni cresce calcisticamente nell'Atalanta giocando nelle sue giovanili, decide di intraprendere la propria crescita tecnica giocando in una formazione completamente femminile prima nelle Giovanissime per poi entrare nella rosa delle più grandi per partecipare al Campionato Primavera.
Nell'estate 2012 trova un accordo con l'Inter Milano dove, continuando a essere impiegata nelle giovanili, viene inserita anche nella rosa della prima squadra non venendo tuttavia mai impiegata nel campionato di Serie B.
Tesserata con l'Anima e Corpo Orobica dalla stagione 2013-2014, viene inserita prima nella formazione che partecipa al Campionato Primavera e, grazie alle qualità dimostrate nelle formazioni giovanili, dalla stagione 2014-2015 la società decide di inserirla in rosa nella prima squadra e sotto la guida del tecnico Marianna Marini, facendo il suo esordio in Serie A il 4 ottobre 2014 nella 1ª giornata di campionato nella partita persa con un rotondo 7-0 con la Riviera di Romagna. Condivide con le compagne la prima ostica stagione nel massimo campionato italiano femminile di calcio della società, che la vedrà incapace di staccarsi dalle parti basse della classifica terminando al 14º e ultimo posto con la conseguente retrocessione in cadetteria.
Rimane legata alla società anche la stagione successiva, ancora iscritta come Anima e Corpo Orobica e con la squadra classificatasi al 4º posto del girone A della Serie B 2015-2016 e dove va a segno in due occasioni su 16 presenze di campionato, e le due seguenti, dove la società cambia denominazione, in Orobica Calcio Bergamo, e sede. Sempre alla guida tecnica di Marianna Marini condivide con le compagne la quinta posizione nel girone C del campionato di Serie B nella stagione 2016-2017 e la promozione in Serie A al termine di quella successiva, ottenuta prima conquistando il primo posto in classifica nel girone B della Serie B 2017-2018 e poi vincendo lo spareggio promozione con le avversarie del Pro San Bonifacio.